# Csengcsou keleti vasútállomás
Csengcsou keleti vasútállomás  (egyszerűsített kínai írással: 郑州东站; hagyományos kínai írásssal: 鄭州東站; pinjin: zhèngzhōu dōngzhàn) egy csúcskategóriás vasútállomás Kínában Csengcsou városban. Az állomás 2012. szeptember 28.-ben nyílt meg, üzemeltetője a China Railway Zhengzhou Group.
Az észak-déli Peking–Kanton nagysebességű vasútvonal és a kelet-nyugati Hszücsou–Lancsou nagysebességű vasútvonal csomópontjánál található, Kína egyik legnagyobb személyszállító vasútállomása

## Vasútvonalak
Az állomást az alábbi vasútvonalak érintik:
- Peking–Kanton nagysebességű vasútvonal
- Eurasia Continental Bridge Passageway
- Zhengzhou-Kaifeng Intercity Railway
- Zhengzhou-Xinzheng Airport Intercity Railway

## Kapcsolódó állomások
A vasútállomáshoz az alábbi állomások vannak a legközelebb:
- Xinxiang East railway station (Peking Nyugati pályaudvar, Peking–Kanton nagysebességű vasútvonal)
- Xinzheng East railway station (Kanton Déli pályaudvar, Peking–Kanton nagysebességű vasútvonal)
- Kaifeng North railway station (Lianyungang railway station, Eurasia Continental Bridge Passageway)
- Zhengzhou West railway station (Ürümqi railway station, Eurasia Continental Bridge Passageway)
- Lüboyuan railway station (Songchenglu railway station, Zhengzhou-Kaifeng Intercity Railway)
- Nancao railway station (Zhengzhou Hangkonggang railway station, Zhengzhou-Xinzheng Airport Intercity Railway)